# Peridroma carnipennis
Peridroma carnipennis là một loài bướm đêm trong họ Noctuidae.